# Primer Congrés de Rastatt
El Primer Congrés de Rastatt, començat el novembre de 1713, es dugueren a terme negociacions entre França i Àustria per a negociar el final de la Guerra de Successió Espanyola, que culminaria amb el Tractat de Rastatt signat el 7 de març de 1714. Aquest seguiria els passos del Tractat d'Utrecht que feia la pau entre Felip V de Castella i França per un costat, i el Regne de la Gran Bretanya, les Províncies Unides i el Ducat de Savoia per l'altre.